# 六所神社 (南山城村北大河原)
六所神社（ろくしょじんじゃ）は京都府相楽郡南山城村北大河原にある神社。摂社として、津島神社、金毘羅大権現が同じ覆屋の中に鎮座している。また、覆屋の外に道祖神が祀られている。

## 祭神
- 天照大神
- 天児屋根命
- 誉田別命
- 伊邪那美命
- 白山比咩命
- 一言主尊

摂社 津島神社
- 建速須佐之男命
- 大穴年遅之命

摂社 金毘羅大権現
- 金毘羅大権現

摂社 道祖神
- 道祖神

## 歴史
南山城村大河原の国津神社より勧請され、今山の氏神として鎮座した。
1951年（昭和26年）4月3日の宗教法人法制定の際に、申請手続きを行う。
津島神社は、明治の末ごろに流行した疫病コレラの退散を祈願して祀られた。

## ギャラリー

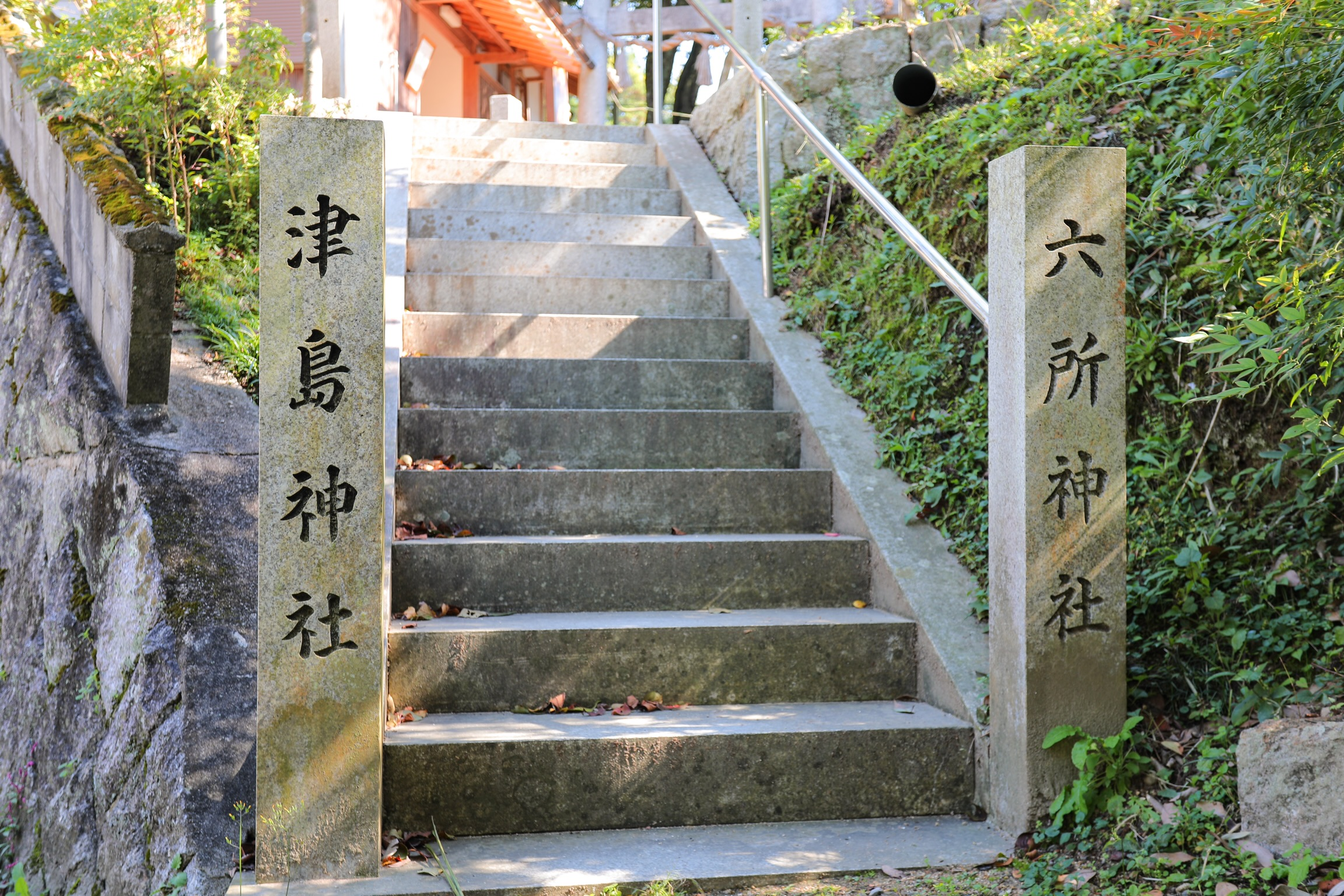
入口
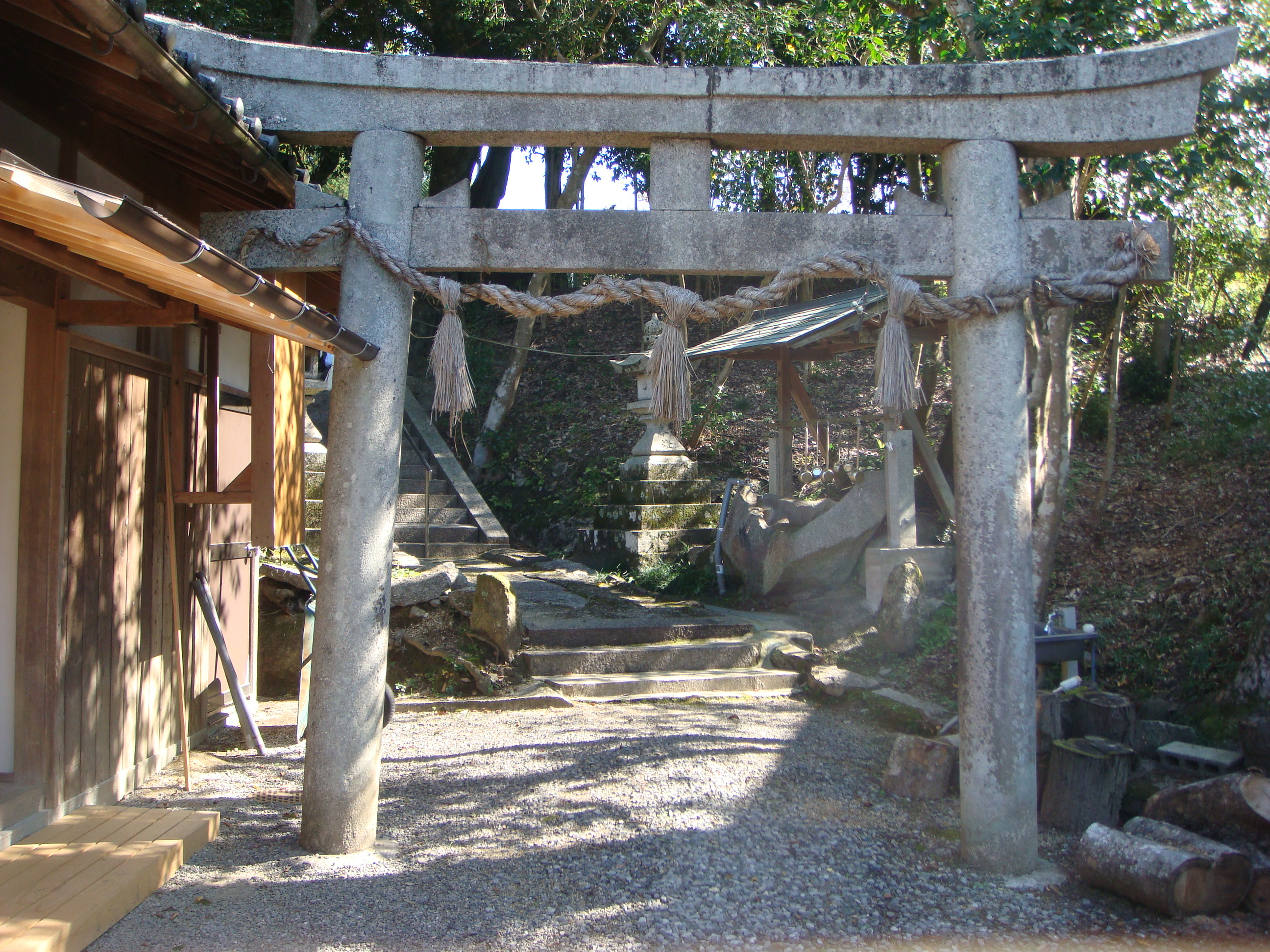
鳥居
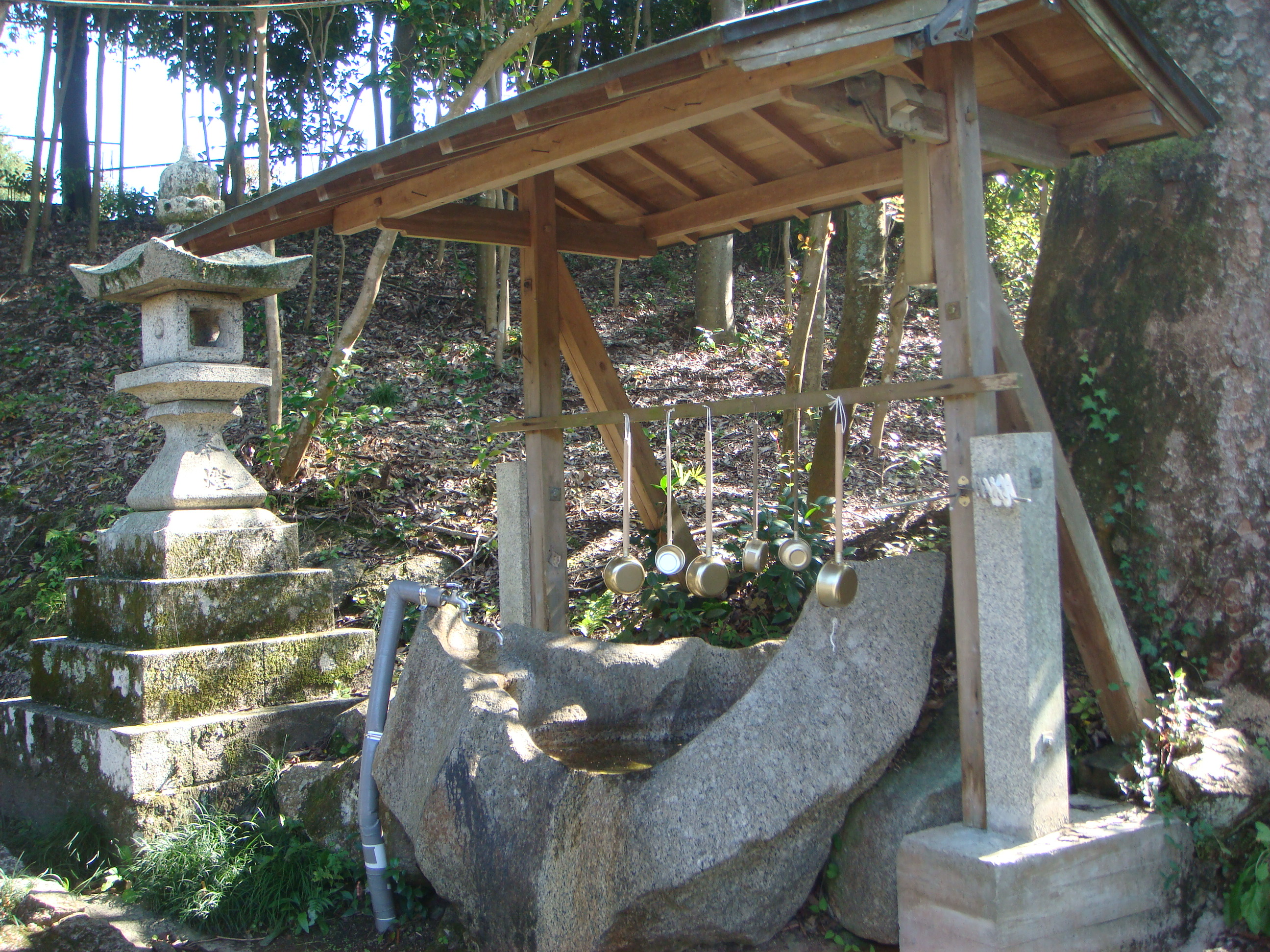
手水舎
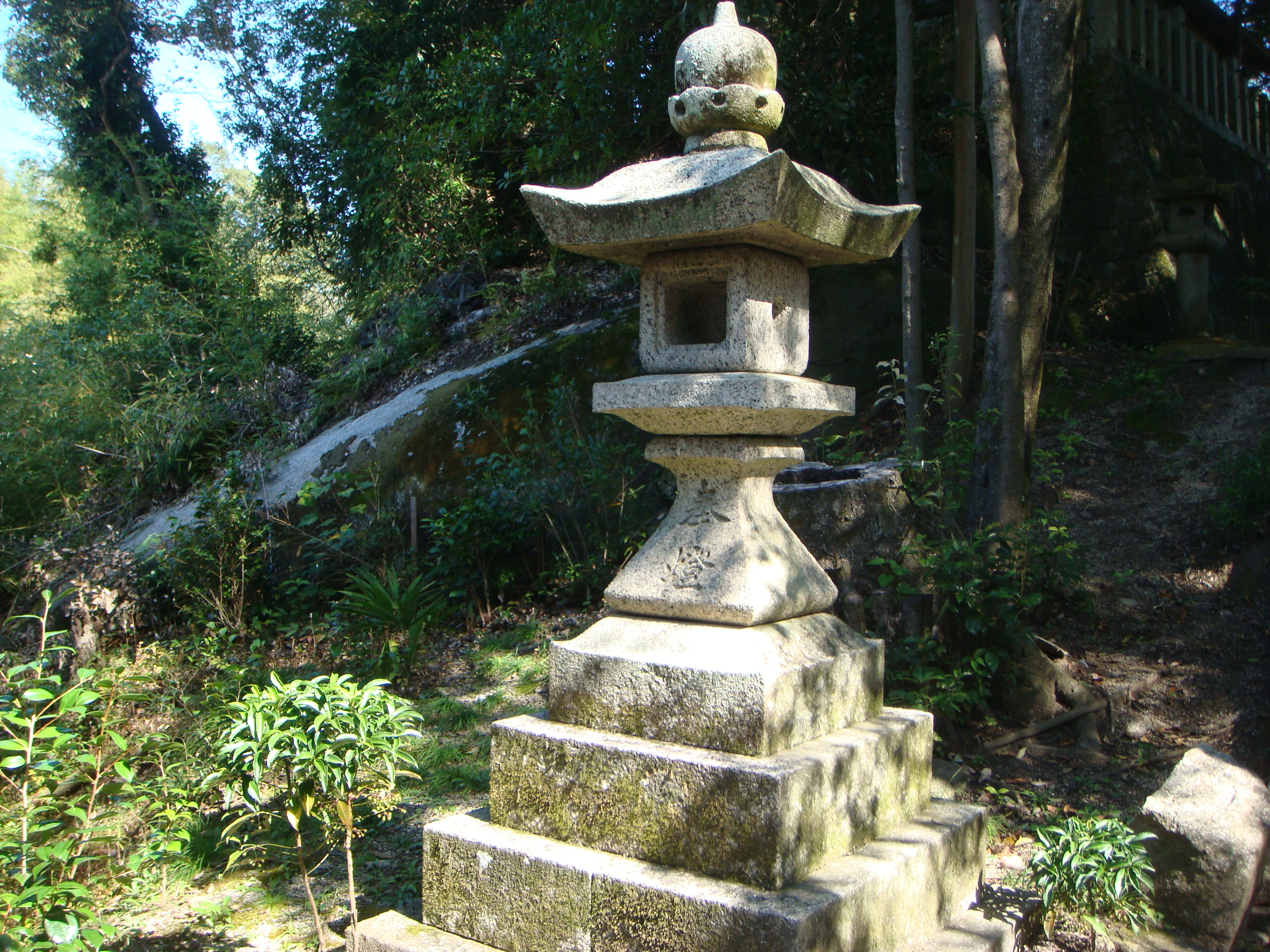
灯籠
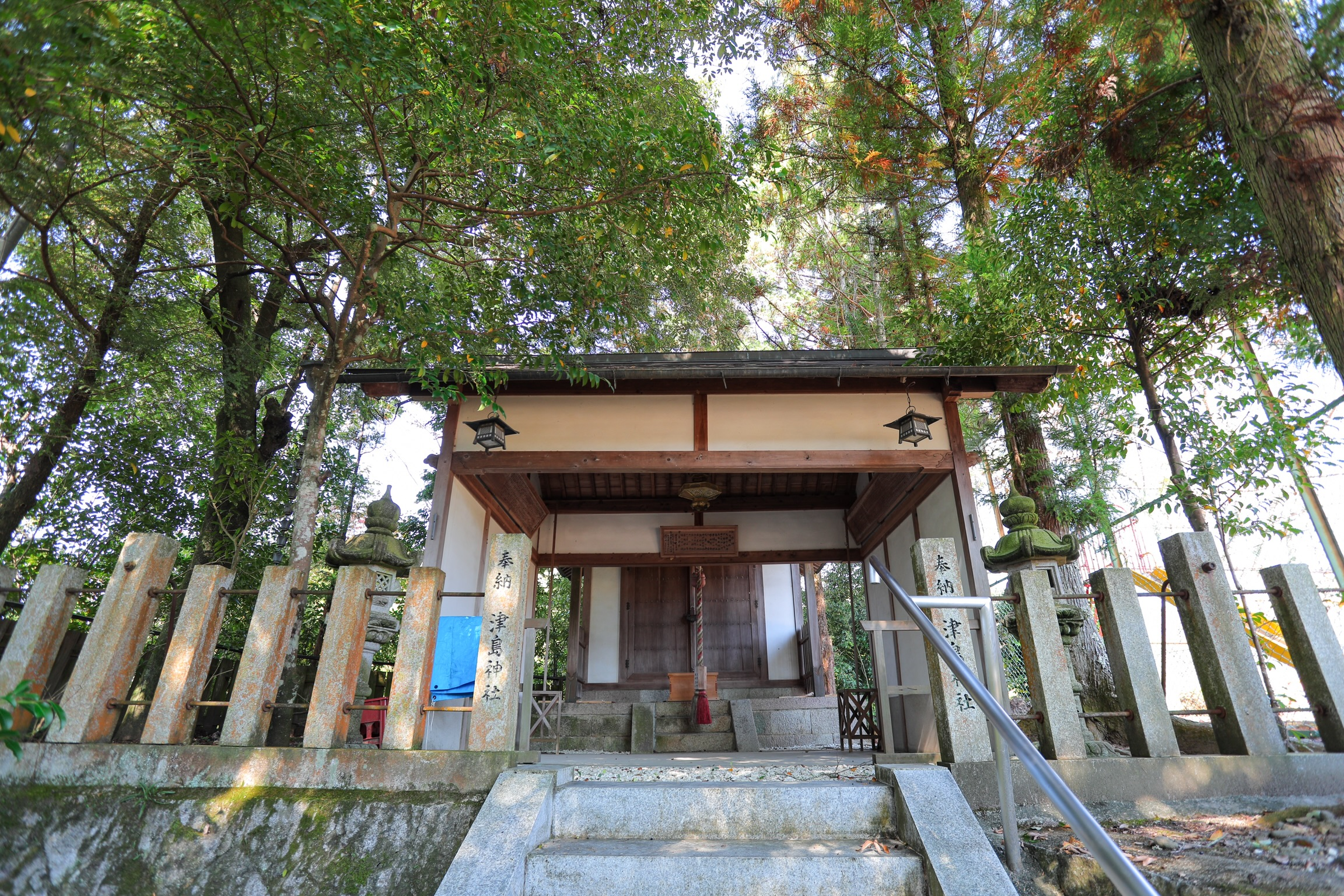
拝殿
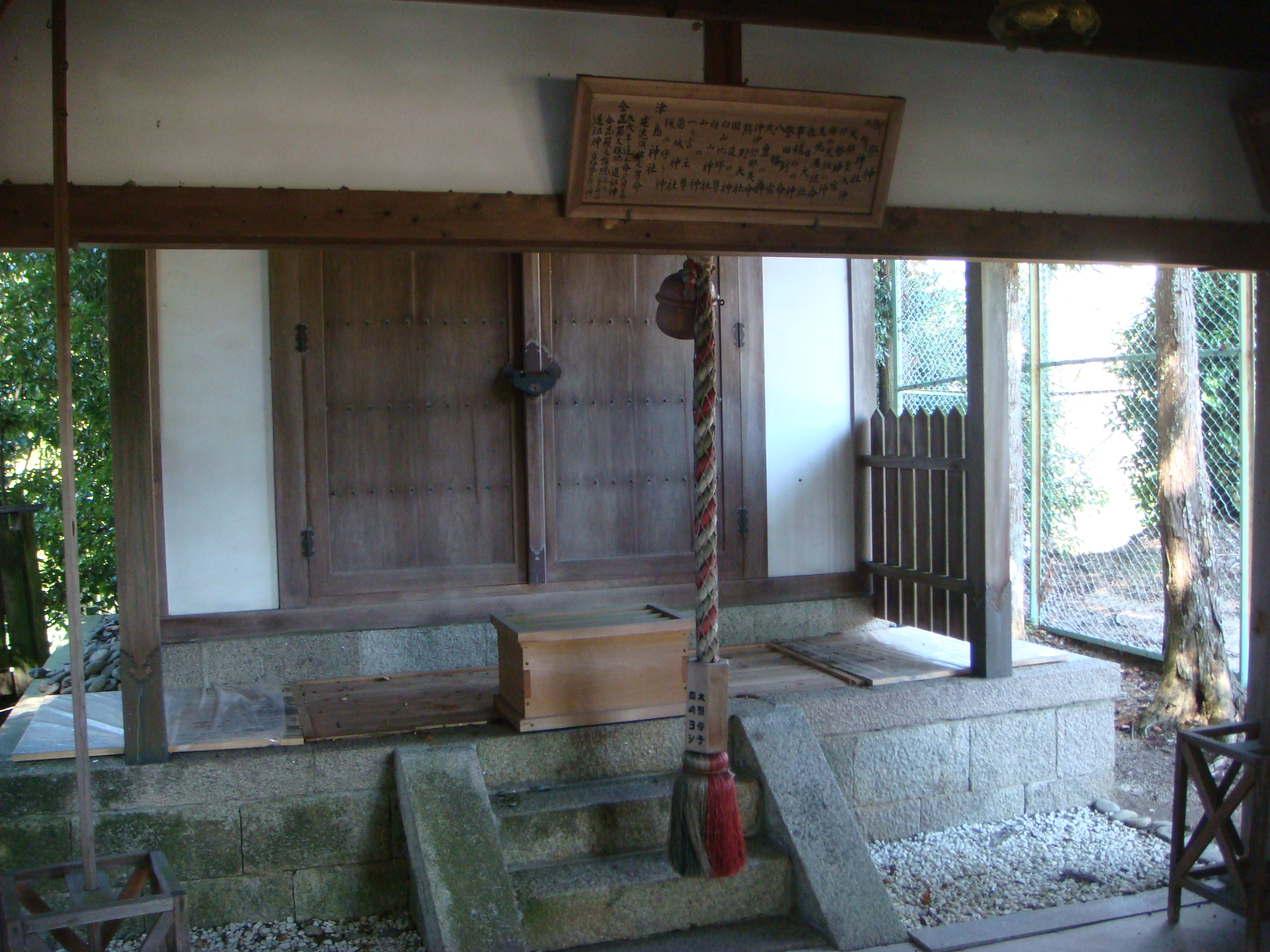
本殿
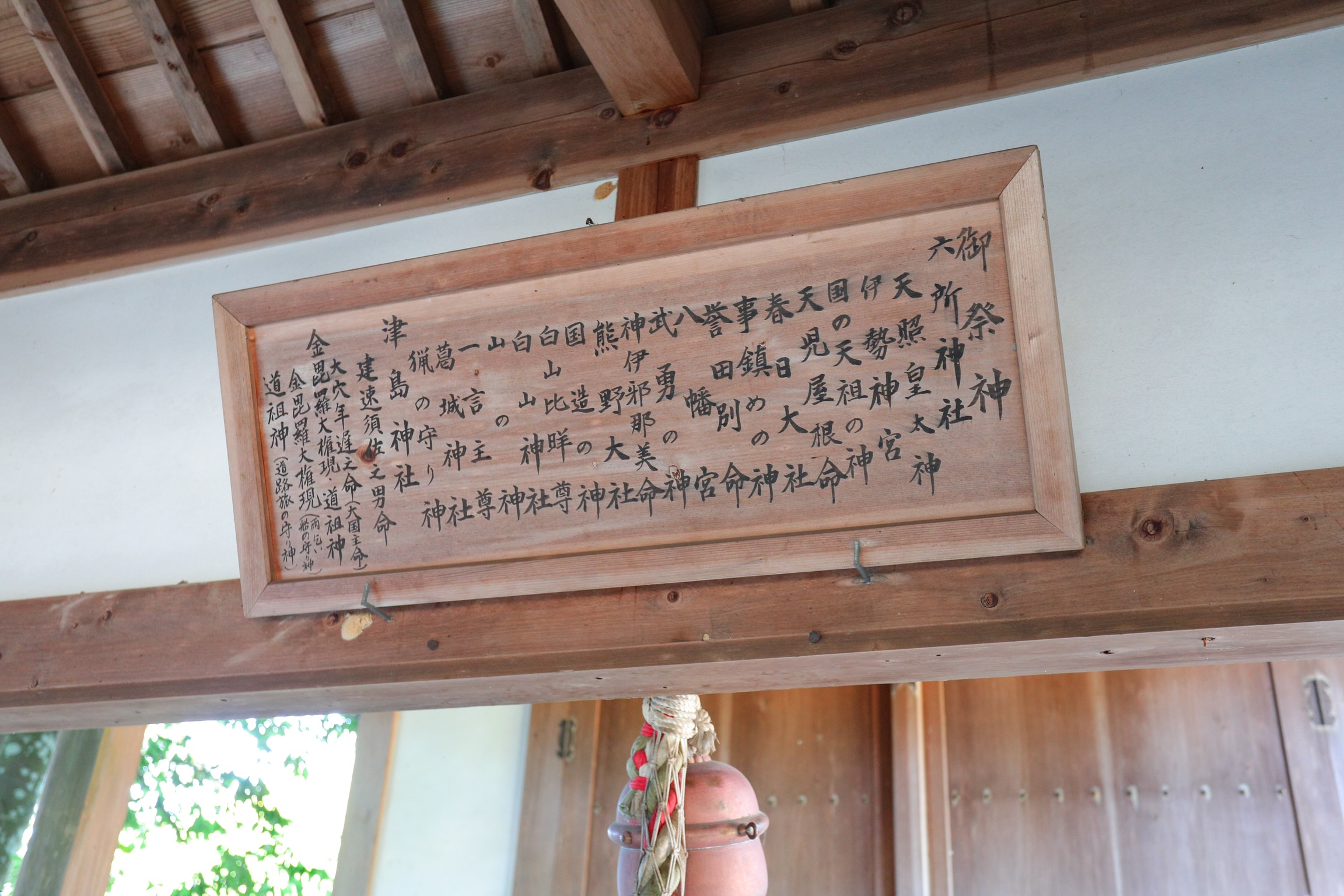
御祭神
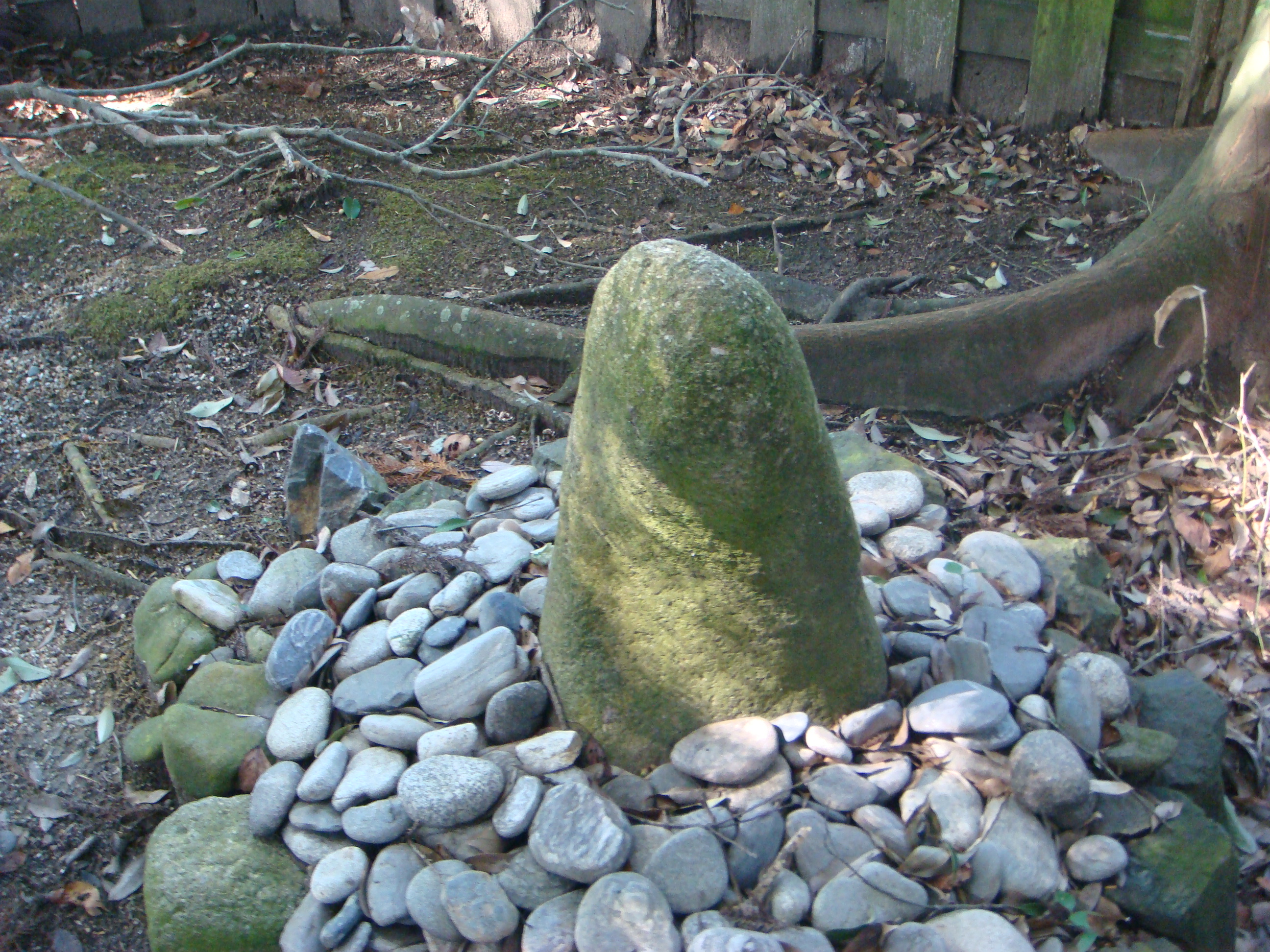
道祖神

## 現地情報
所在地
- 京都府相楽郡南山城村大字北大河原

交通アクセス
- 最寄駅： JR関西本線月ケ瀬口駅から徒歩4分